# چیناکوتا
چیناکوتا (انگلیسی: Chinácota) نام شهری در کشور کلمبیا است.